# Saboya
Saboya (en francés: Savoie, en arpitano, Savouè, en italiano, Savoia) es una región histórica de Europa. Comprende aproximadamente el territorio de los Alpes occidentales entre el lago de Ginebra en el norte y la provincia de Mauriana en el sur. 
La tierra histórica de Saboya emergió como el territorio feudal de la casa de Saboya durante los siglos XI al XIV. El territorio histórico representa actualmente los dos departamentos franceses de Saboya y Alta Saboya. Fue una región del Sacro Imperio Romano Germánico en la Edad Media y luego del Reino de Cerdeña hasta 1860. Saboya se hizo francesa con la anexión de 1860.

## Historia

### Antigüedad
La región estuvo ocupada por los alóbroges, un pueblo galo que la República romana sometió en 121 a. C. El nombre Saboya procede del latín tardío Sapaudia, en referencia a un bosque de abetos. La palabra procede probablemente en último término del galo: sapin en sí sería una mezcla del galo sappos (abeto) y el latín pinus (pino). Está documentado por vez primera en Amiano Marcelino (354), para describir la parte meridional de Maxima Sequanorum. Según la Chronica Gallica de 452, quedó separada del resto de los territorios burgundios en 443, tras la derrota de los burgundios por Flavio Aecio.

### Edad Media

Ducado de Saboya (en rojo) y otros estados italianos en 1494.

Para el siglo VIII, el territorio que más tarde pasaría a ser conocido como Saboya formaba parte de Francia, y con la división de Francia por el tratado de Verdún en 843, pasó a ser parte del reino, de escasa duración, de Francia Media. Después de solo doce años, a la muerte de Lotario I en 855, la Francia Media fue dividida en la Lotaringia al norte de los Alpes, Italia al sur de los Alpes y las partes de Borgoña en los Alpes Occidentales, heredadas por Carlos de Provenza. Este último territorio comprendía lo que llegaría a conocerse como Saboya y Provenza.
Desde el siglo X hasta el siglo XIV, partes de lo que al final sería Saboya permanecieron dentro del reino de Arlés. A comienzos del siglo XI, el ascenso gradual al poder de la Casa de Saboya se refleja en el creciente territorio de su condado de Saboya entre 1003 y 1416. Al debilitarse el Sacro Imperio Romano Germánico, Humberto I de Saboya funda oficialmente la casa de Saboya en 1003, que se convirtió en la casa real más duradera de Europa. 
El condado de Saboya fue segregado de jure del reino de Arlés por el emperador Carlos IV en 1361. Adquirió el condado de Niza en 1388, y en 1401 añadió el condado de Ginebra, la región de Ginebra salvo la ciudad en sí, que estaba gobernada por su príncipe-obispo, nominalmente bajo el gobierno del duque: los obispos de Ginebra, por un acuerdo no explícito, procedían de la Casa de Saboya hasta 1533.

### Ducado de Saboya

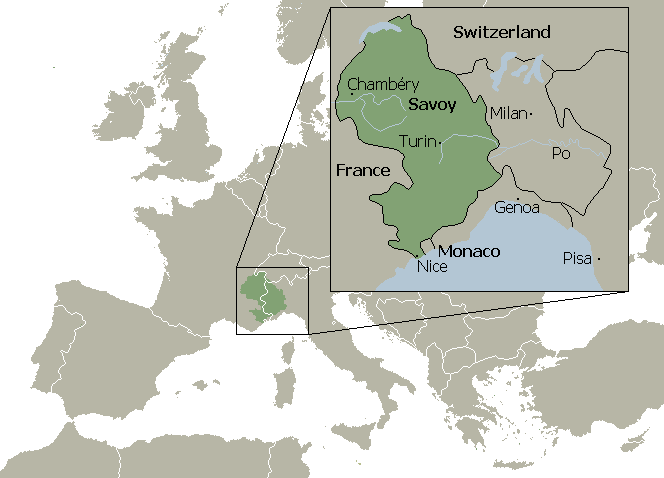
Mapa de Saboya en el. Las líneas blancas son las fronteras modernas

El Ducado de Saboya (en latín: ducatus Sabaudiae; en francés: duché de Savoie; en italiano: ducato di Savoia) fue una entidad territorial que existió desde 1416 hasta 1847 y fue posesión de la Casa de Saboya. Nació el 19 de febrero de 1416 a partir de la elevación por el emperador Segismundo al rango ducal del condado de Saboya —un estado gobernado por la casa de Saboya que formaba parte del Sacro Imperio Romano Germánico en la provincia de la Alta Renania, rodeado por los ducados de Milán y de Borgoña y por el Delfinado francés—, con Amadeo VIII como su primer duque. Su territorio incluía los actuales departamentos franceses de Saboya, Alta Saboya y los Alpes Marítimos (Condado de Niza), numerosas posesiones italianas en el Valle de Aosta, gran parte del Piamonte y el condado de Ginebra en Suiza, que luego se perdió ante la Antigua Confederación Suiza. En 1418, el duque de Saboya heredó la provincia italiana del Piamonte. En el campo legislativo, los Estatutos de Saboya de 1430 pusieron orden en la inextricable red de los usos y costumbres locales. Fue el apogeo de los Estados de Saboya (esto es, el conjunto de los estados gobernados por los condes y duques de Saboya desde la Edad Media hasta la formación del Reino de Italia). A horcajadas en los Alpes, Saboya quedaba dentro de dos esferas de influencia que competían entre sí, la francesa y la de Italia meridional. Entre las monarquías francesa, germánica, española o austríaca, los soberanos saboyanos por sus alianzas se harán imprescindibles en Europa: durante las interminables guerras entre Francia y España sobre el control del norte de Italia, Saboya será importante para Francia porque proporcionaba acceso a Italia e importante para España porque servía como estado colchón entre Francia y los territorios españoles en Italia.
El final del reinado de Amadeo VIII en 1440 abrió un período de decadencia que durará al menos hasta 1630. Esa decadencia se debió en gran parte a la imposibilidad del ducado de mantenerse al margen de los conflictos entre las principales potencias europeas. En 1475, durante la Guerra de Borgoña, el ducado, aliado de Carlos el Temerario, perdió varias de sus posesiones. Berna y Friburgo, con el apoyo de Lucerna, conquistaron el País de Vaud. El 16 de agosto de 1476, después de las derrotas del duque de Borgoña en Grandson y Morat, la Confederación restituyó la mayor parte del territorio al Ducado de Saboya (excepto el gobierno de Aigle) contra la suma de 50 000 florines. En noviembre, tras su derrota en la batalla de La Planta que lo enfrentó a los valaisanos y a sus aliados confederados, el ducado perdió el control del Bajo Valais y del Gran San Bernardo, el principal puerto de montaña hacia el Mediterráneo.
Incluso cuando la paz se estableció de forma duradera, Saboya siguió siendo un país pobre, con pocas ciudades y pequeñas, donde la mayoría de la población campesina vivía a menudo en condiciones precarias A partir del siglo XVI, la emigración dirigida hacia el sur de Alemania y hacia Lyon se convirtió en una tradición. La identidad del pueblo siguió siendo muy fuerte y se basaba en particular en la escala relativamente grande de los bienes comunales.
En 1536 el ducado fue ocupado por Francisco I de Francia, la primera de una de las cinco ocupaciones francesas —1536-1553, 1600-1601, 1630-1631, 1690-1696 y 1703-1713—, una época en la que mantuvo su «independencia formal» pero en el que se reorientó su política interna, concediéndole un parlamento en la ciudad de Chambéry. Los berneses y los friburgueses conquistaron nuevamente el Pays de Vaud y ocuparon el Chablais occidental (bailliages de Thonon, de Gex y de Ternier-Gaillard, restituidos por el tratado de Lausana) y el Chablais oriental fue ocupado por los valaisanos (desde Saint-Maurice a Évian) entre 1536 y 1569). Con el Tratado de Thonon, Emmanuel-Philibert y el Valais renovaron su alianza de defensa mutua, y los gobiernos de Evian y del valle de Aulps fueron devueltos a Saboya (mientras que el Valais mantuvo el antiguo Chablais, es decir, la margen izquierda del Ródano aguas abajo de Massongex, hasta Saint-Gingolph).
En 1559 la ocupación acabó y el parlamento se convirtió en el senado estatal. En 1561, Manuel Filiberto de Saboya (r. 1553-1580) promulgó el Edicto de Rivoli del 22 de septiembre de 1561 reemplazando el uso del latín en la redacción de actos públicos, por el francés en Saboya y en el Valle de Aosta, y por el italiano en el Piamonte y en el condado de Niza. En 1563 se produjo el traslado oficial de la capital a Turín —que era menos vulnerable a la interferencia francesa.— a expensas de Chambéry (traslado de facto desde 1536), de modo que el centro de gravedad del ducado se desplazó cada vez más hacia el lado italiano. La fusión entre Saboya y Piamonte nunca se producirá realmente, probablemente más por razones culturales que geográficas: La región de la Saboya propia pertenecía al área francesa mientras que el Piamonte era italiano.
Cuando una parte de Europa fue conquistada por la Reforma protestante, Saboya siguió siendo predominantemente católica, incluso cuando en el momento de su ocupación por los berneses, entre 1536 y 1569, el Chablais había virado por un momento hacia otro campo. La Contrarreforma estuvo simbolizada por Francisco de Sales, antiguo abogado y brillante intelectual convertido en obispo que se comprometió a reconquistar el Chablais.
En 1601, después de otro conflicto de trece años con Francia, Carlos Manuel I de Saboya se vio obligado a ceder muchas de sus posesiones al oeste de los Alpes: los territorios de Bresse, Bugey, Valromey y Pays de Gex a Enrique IV, a cambio del marquesado de Saluzzo ocupado por Saboya en 1588, según lo acordado en el tratado de Lyon que puso fin a la guerra franco-saboyana (1600-1601).
En 1630 se produjo una ocupación francesa más, que obligó a los duques de Saboya a ceder la fortaleza de Pinerolo mediante la firma del Tratado de Cherasco de 1631, aunque recibieron en compensación Trino y Alba. Rechazada una alianza con Francia, el ducado fue ocupado nuevamente entre 1690 y 1696 cuando se firmó el Tratado de Turín, así como entre 1703 y 1706, cuando las tropas francesas fueron derrotadas en el sitio de Turín. En 1708 recibió el Monferrato y partes del ducado de Milán (Alessandria, Valenza, la valsesia y las Langhe).
Al finalizar la Guerra de Sucesión Española, con la firma del Tratado de Utrecht en 1713, el Ducado recuperó sus posesiones originales y recibió el reino de Sicilia, por lo que en 1713 Víctor Amadeo II de Saboya fue nombrado rey de Sicilia, aunque el reino fue ocupado por España entre 1718 y 1720. En 1720, después de la guerra de la Cuádruple Alianza, el duque, debido a la presión internacional, cedió el reino de Sicilia al Imperio austríaco a cambio del reino de Cerdeña. Se creó a partir de aquel momento el nuevo Reino de Piamonte-Cerdeña, del que Turín siguió siendo capital. A partir de ese momento, los Estados de Saboya también se llamarán Reino de Cerdeña o «reino sardo». Víctor Amadeo II, que perteneció a la generación de los déspotas ilustrados, administró sus estados con solidez e implementó una serie de reformas, algunas de las cuales se adelantaron a su tiempo, como el mapa de Cerdeña, un catastro a escala 1:2400, destinado a mejorar la recaudación de impuestos. Su sucesor, Víctor Amadeo III de Cerdeña permitió a las comunidades de Saboya recomprar parte de los derechos señoriales, lo que generó cierto resentimiento de la nobleza.

### Guerras revolucionarias de Francia

Los Estados italianos en 1796, Saboya en el Reino de Cerdeña. La República Corsa de Pasquale Paoli (Córcega) fue invadida y anexionada por Francia en 1768.

El territorio de Saboya fue anexionado a Francia en 1792 durante la Primera República Francesa, antes de volver al Reino de Piamonte-Cerdeña en 1815. Saboya estuvo ocupada por las fuerzas revolucionarias francesas entre 1792 y 1815. Toda la región fue convertida primero en el departamento de Mont-Blanc. En 1798, fue dividida entre los departamentos de Mont-Blanc y Léman (nombre francés del lago de Ginebra). En 1801, Saboya abandonó oficialmente el Sacro Imperio Romano Germánico. El 13 de septiembre de 1793 las fuerzas combinadas de Saboya, Piamonte y el valle de Aosta combatieron y perdieron contra las fuerzas francesas de ocupación en la batalla de Méribel (Sallanches). 
Dos tercios de Saboya se devolvieron al reino de Cerdeña en la Primera Restauración de 1814 tras la abdicación de Napoleón; aproximadamente un tercio de Saboya, incluyendo las dos ciudades más importantes, Chambéry y Annecy, siguieron siendo francesas. Después del breve regreso de Napoleón al poder durante los Cien Días y la posterior derrota en Waterloo, el tercio restante de Saboya fue devuelto al reino de Cerdeña en el Congreso de Viena para fortalecer Cerdeña como estado colchón en la frontera sureste de Francia.

### Historia moderna

Anexión francesa de Niza y de Saboya en 1860 durante la unificación de Italia. Napoleón III impedirá que Córcega se una a Italia.

#### Anexión a Francia
La Segunda República Francesa intentó anexionarse Saboya en 1848. Un contingente de mil quinientos soldados fue enviado desde Lyon e invadió Saboya el 3 de abril, ocupando Chambéry (la capital) y proclamando la anexión a Francia. Al enterarse de la invasión, los campesinos acudieron a Chambéry. Los soldados fueron expulsados por la población local. Mataron a cinco franceses y capturaron ochocientos.
El 21 de julio de 1858 en Plombières-les-Bains, Vosgos, el primer ministro del reino de Cerdeña, Camillo Benso, conde de Cavour, se reunió en secreto con Napoleón III para asegurar el apoyo militar francés contra el Imperio austríaco durante los conflictos asociados con la unificación italiana. Durante la discusión, Cavour prometió que Cerdeña cedería el condado de Niza y el ducado de Saboya al Segundo Imperio Francés. Aunque esto fue un acuerdo secreto, rápidamente fue conocido.
Saboya fue anexionada finalmente a Francia bajo el Segundo Imperio Francés en 1860, como parte de un acuerdo político negociado entre el emperador francés Napoleón III y el rey Víctor Manuel II de Cerdeña que comenzó el proceso de unificación de Italia. La dinastía de Víctor Manuel, de la casa de Saboya, conservó las tierras italianas de Piamonte y Liguria, salvo Niza, y se convirtió en la dinastía gobernante de Italia.
El tratado por el cual se anexionaban Niza y Saboya a Francia fue firmado en Turín el 24 de marzo de 1860 (Tratado de Turín). En las provincias septentrionales de Chablais y Faucigny, hubo algo de apoyo a la vecina Suiza, con la que estas provincias norteñas tenían lazos económicos desde hacía mucho tiempo. Para ayudar a reducir el atractivo de Suiza, el gobierno francés concedió una zona de libre comercio que conservaba la larga relación exenta de impuestos de la comunas del norte de Saboya y Ginebra. Al tratado le siguió el 22–23 de abril un plebiscito mediante sufragio universal masculino, en el que a los votantes se les ofreció la opción de votar "sí" para aprobar el tratado y unirse a Francia o rechazar el tratado con un voto negativo. Las opciones de rechazar la unión a Suiza, permanecer en Italia o recuperar la independencia, fueron la fuente de alguna oposición. Con un 99,8 % del voto favorable a la unión con Francia, hubo alegaciones de fraude electoral, principalmente por el gobierno británico, que se oponía a la expansión continental por su tradicional enemigo francés.

El correspondal de The Times en Saboya, que estaba en Bonneville el 24 de abril, llamó al voto "la farsa más baja e inmoral que jamás se interpretó en la historia de las naciones". Terminó con estas palabras: 
 Les dejo que saquen sus propias conclusiones de este viaje, que mostrará claramente lo que se había votado en esta parte de Saboya. El voto era la ironía más amarga jamás hecha sobre el sufragio popular. La urna estaba en las manos de las mismas autoridades que habían hecho las proclamaciones; no era posible ningún control; incluso los viajeros sospecharon y se obstinaron por no meterse en el asunto; toda oposición estaba aplastada mediante la intimidación, y toda libertad de acción completamente excluida. Uno no puede realmente reprochar a la oposición que haya abandonado el juego; se usó una fuerza demasiado grande contra ellos. En lo que se refiere al resultado de la votación, por lo tanto, uno no necesita preocuparse por él; será tan brillante como el de Niza. El único peligro es que las autoridades de Saboya, en su celo, se comporten como lo hicieron algunos franceses en la votación de 1852, encontrando para su sorpresa más votos que votantes inscritos en el censo. 
 En su carta al embajador de Viena, lord Augustus Loftus, el entonces–Secretario de AA. EE., Lord John Russell, dijo, "Votar en Saboya y Niza es una farsa […] no nos entretiene ni nos edifica".
La anexión se promulgó el 14 de junio de 1860. El 23 de agosto de 1860 y 7 de marzo de 1861, se firmaron dos acuerdos entre el Segundo Imperio Francés y el Reino de Cerdeña para resolver los temas pendientes en relación con la anexión.
Esto formaba parte del acuerdo secreto (Acuerdo de Plombières) que alcanzaron el emperador francés Napoleón III y el conde Camillo de Cavour (primer ministro de Cerdeña en aquella época) que permitió que se dieran los últimos pasos en el proceso de unificación de Italia. La dinastía de Víctor Manuel, la casa de Saboya, retuvo sus tierras italianas del Piamonte y Liguria y se convirtió en la dinastía reinante de Italia.

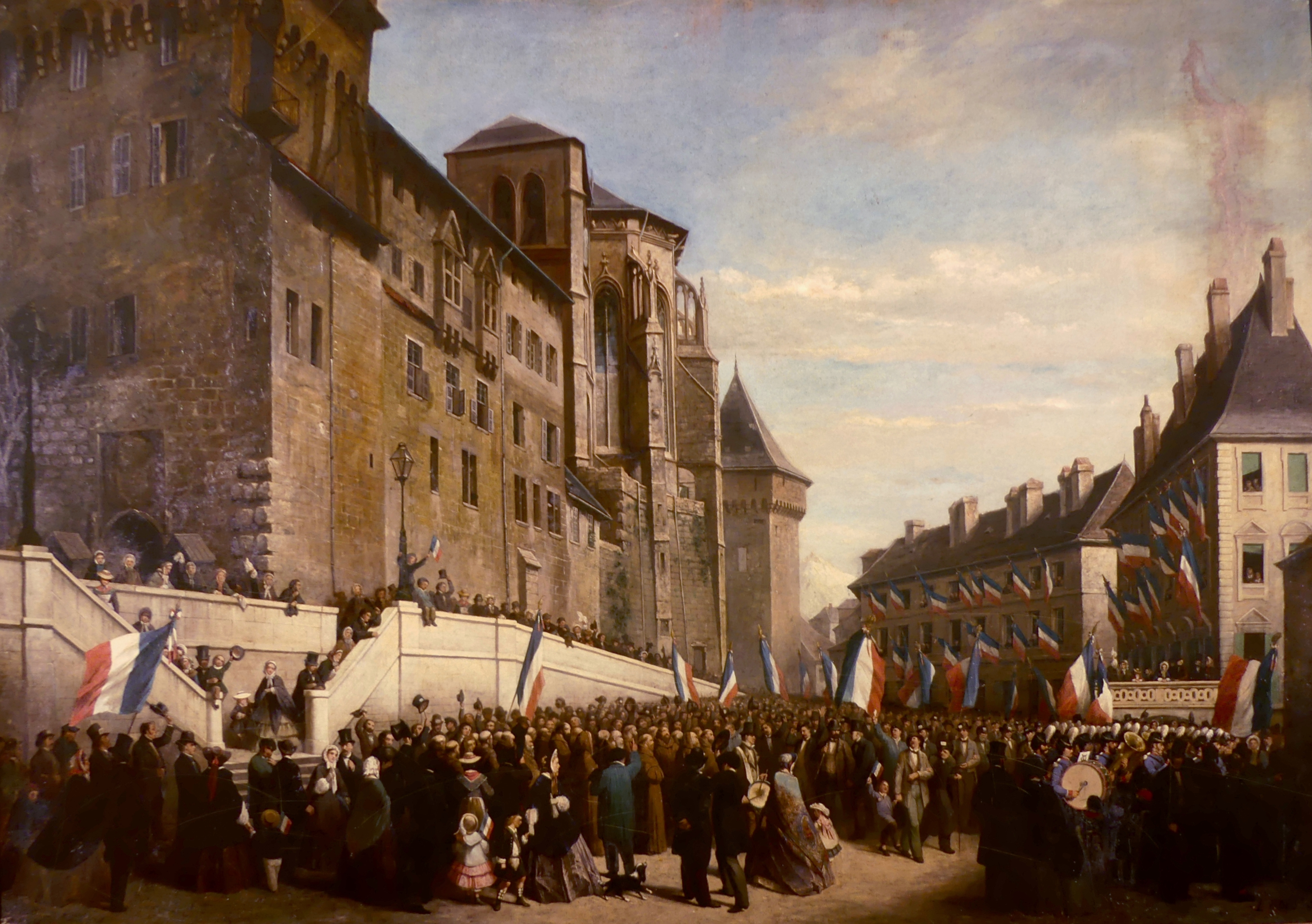
Gente de Chambéry con la bandera de Francia celebrando la anexión en 1860.
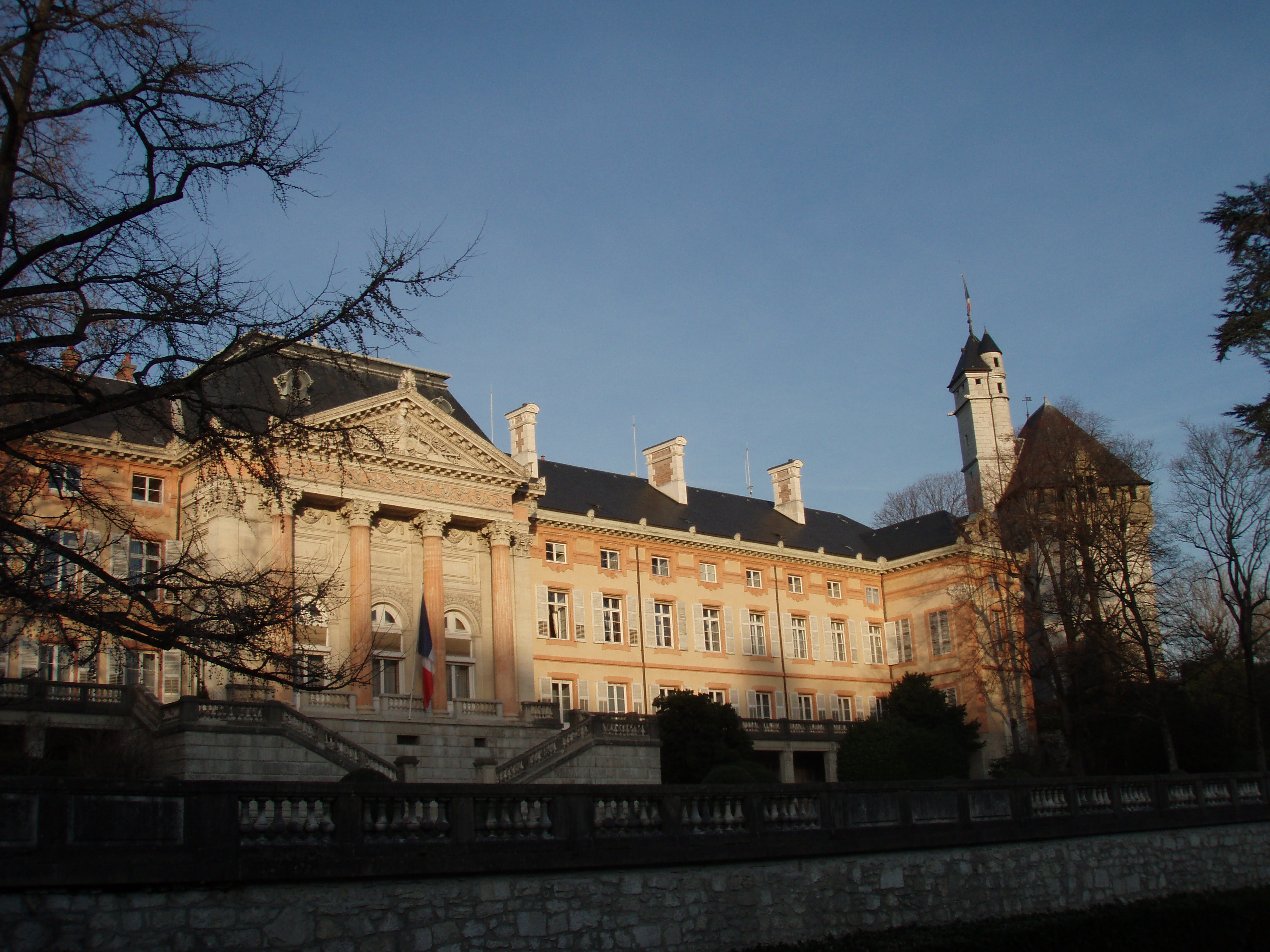
El castillo de Chambéry, sede del gobierno, recibió una nueva fachada, grandiosa, después de la anexión.

#### sigloXX
En 1919, Francia puso fin oficialmente (pero en contra del tratado de anexión) a la neutralidad militar de las partes del país de Saboya que se había acordado originalmente en el Congreso de Viena, y también eliminó la zona de libre comercio —ambos artículos del tratado se infringieron extraoficialmente en la Primera Guerra Mundial—. Francia fue condenada en 1932 por el tribunal internacional por incumplimiento de las medidas del Tratado de Turín relativas a las provincias de Saboya y Niza.
En 1960, el término anexión había adquirido connotaciones negativas en Francia, particularmente después de la anexión alemana de Alsacia y Lorena en 1871, por lo que a la anexión se le dio un nuevo nombre, Rattachement de la Savoie à la France (Incorporación de Saboya a Francia). Fue el último término que se usó por las autoridades francesas durante las festividades con que celebraron el 100.º aniversario de la anexión.  Daniel Rops de la Academia Francesa justificó la nueva denominación con estas palabras:

Saboya ha empezado a solemnizar los festejos en 1960, conmemorando el centenario de su incorporación (rattachement) a Francia. Se subraya a propósito aquí esta palabra incorporación (rattachement): los saboyanos le dan gran valor, y es la única que han decidido usar en la terminología oficial del centenario. En esto, tienen totalmente razón. Ayer se empleaba otro término: anexión. Fijándonos bien, ¡estaba totalmente equivocado! ¿Podemos decir anexión cuando hablamos de una decisión que fue aprobada por 130 889 votos de 135 449? […]. Saboya no fue anexionada [.…], sino de hecho incorporada libremente y por el deseo de sus habitantes.

Un exdiputado francés, P. Taponnier, habló así de la anexión:[cita requerida]

A finales de marzo de 1860, la ceremonia de compromiso de Saboya y Francia tuvo lugar en el palacio de las Tullerías […], una ceremonia que era un pacto de amor y fidelidad […] es con un consentimiento libre que ella [Saboya] se entregó a Francia por un solemne plebiscito del cual nuestros líderes pueden ignorar los términos o los compromisos. […] Que las campanas de nuestras ciudades […] en Saboya vibren al unísono para glorificar, en este magnífico centenario, el indefectible compromiso de Saboya con Francia. Los saboyanos no se sienten italianos. Además, hablaban francés. Esto explica por qué en 1858–1859, cuando corrieron rumores del acuerdo secreto de Plombières, donde Napoleón III y Cavour decidieron el destino de Saboya, los propios saboyanos tomaron la iniciativa de pedir la incorporación (rattachement). […] Incorporación, no anexión […] La incorporación fue un acto de libre voluntad, en el orden lógico de la geografía y la historia […].

## Geografía

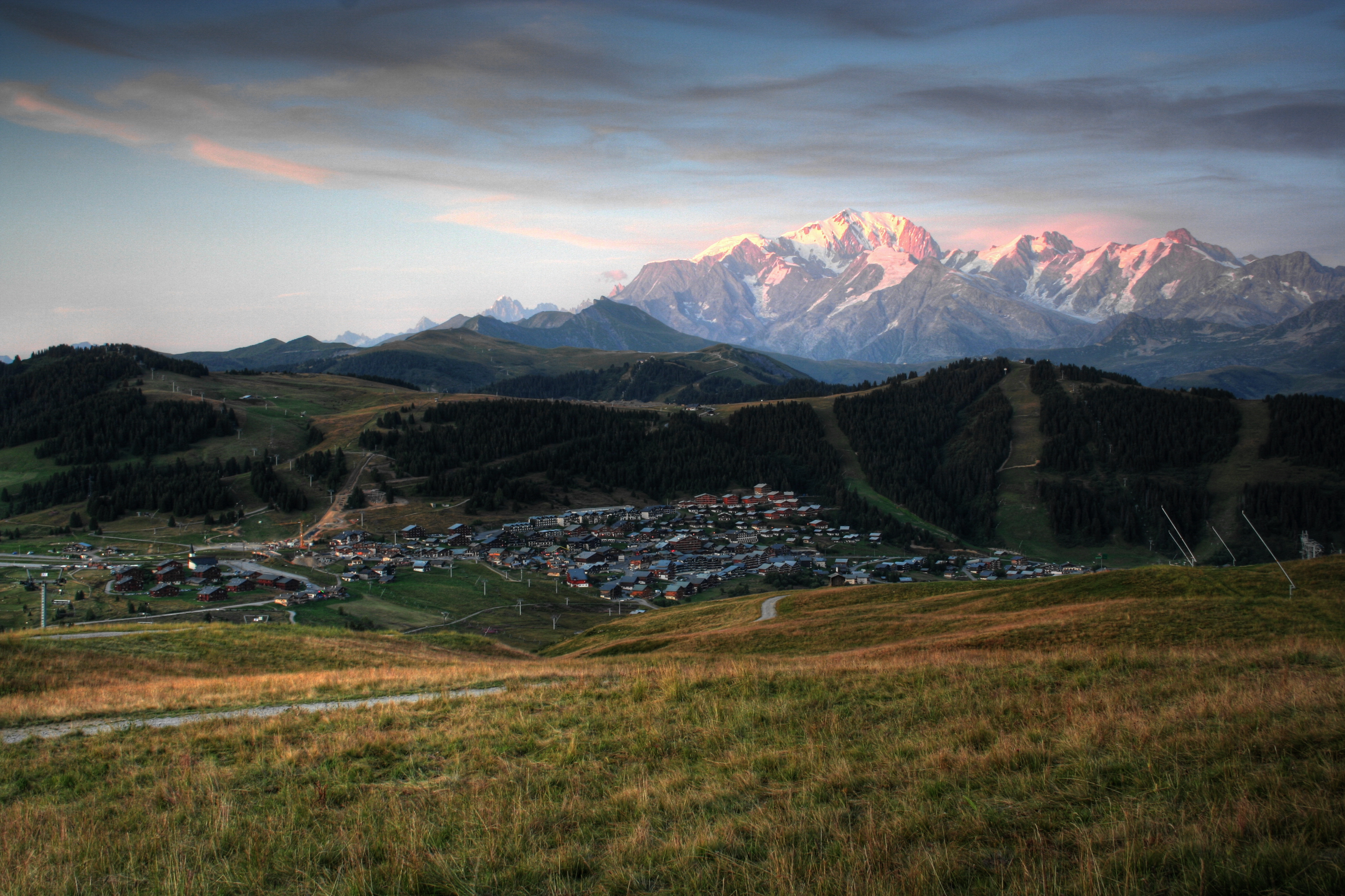
Paisaje alpino de Les Saisies, tal como se ve desde Mont Bisanne.

En la Francia moderna, Saboya forma parte de la región Auvernia-Ródano-Alpes. Después de su anexión a Francia en 1860, el territorio de Saboya fue dividido administrativamente en dos departamentos, Saboya y Alta Saboya.
La capital tradicional sigue siendo Chambéry (Ciamberì), a orillas de los ríos Leysse y Albane, donde se encuentra el castillo de la Casa de Saboya y el senado saboyano. Saboya comprende seis distritos:
- Savoie Propre, a veces conocida como Saboya ducal (capital Chambéry)
- Chablais (capital Thonon-les-Bains)
- Faucigny (capital Bonneville)
- Tarentaise (capital Moûtiers)
- Maurienne (capital Saint-Jean-de-Maurienne)
- Genevois (capital Annecy).

El condado y ducado de Saboya incorporaron a Turín y otros territorios en el Piamonte, una región en el noroeste de Italia que hace frontera con Saboya, que fueron también posesiones de la Casa de Saboya. La capital del ducado siguió estando en la tradicional capital saboyana de Chambéry hasta 1563, cuando fue trasladada a Turín.